# Jerônimo II de Atenas
Jerônimo II, em grego Ιερώνυμος B', transl. Ierōnymos; nascido Ιωάννης Λιάπης, transl. Iōánnēs Liápēs, (Inófita, Beócia, 30 de março de 1938) é o 124º bispo de Atenas pela sucessão apostólica e 21º Primaz da Igreja da Grécia com o título de Arcebispo de Atenas e toda Grécia desde 2008.

## Biografia

Bandeira da Igreja Ortodoxa Grega

Nascido Ioánnis Liápis (em grego:  Ιωάννης Λιάπης, Iōánnēs Liápēs) em Inófita, Beócia. Descendente da etnia arvanita, grupo populacional de origem albanesa.
Sua Beatitude é arqueólogo, estudioso do Império Bizantino, e teólogo pela Universidade de Atenas. Pós-graduado pelas Universidade de Graz, Universidade de Ratisbona e Universidade de Munique. Especializou-se como orador em Arqueologia Cristã pela Sociedade Ateniense de Arqueologia com o professor Anastasios Orlandos, lecionou como filologista no Lycée Léonin - pertencente à Igreja Católica através dos irmãos maristas, Atenas, Grécia. Ordenou-se diácono e presbítero pela Igreja Ortodoxa em 1967.
Serviu como protossincelo - equivalente oriental ao vigário-geral latino - da Diocese de Tebas e Levadeia (capital da Beócia) entre 1967-1978, abade dos mosteiros da Transfiguração de Sagmata e São Lucas, secretário, depois arquisecretário, do Santo Sínodo da Igreja da Grécia entre 1978-1981. Foi eleito, em 1981, Metropolita de Tebas e Levadeia.  Ao seu ministério pastoral, integrou dois livros sobre arqueologia cristã publicados em 1970, "Monumentos Medievais da Eubeia", e 2006, "Beócia Cristã". Contribuiu, também, para a criação do 'Centro de Pesquisa da História e Civilização da Beócia' (em grego: Κέντρο Ερευνών της Ιστορίας και του Πολιτισμού της Βοιωτίας).
Cotado para a sucessão de Serafim I de Atenas em 1998, perdeu, na terceira votação, para seu predecessor imediato, Cristódulo. Aos 7 de fevereiro de 2008, foi eleito Arcebispo de Atenas e toda Grécia pelo Santo Sínodo com 45 dos 74 votos somente 10 dias após a morte de seu antecessor - contrariando o costume antigo de guardar 20 dias após as Exéquias. Aos 16 do mesmo mês foi entronizado.
Segundo a ordem de precedência grega, estabelecida por decreto em 2006, que prescreve a hierarquia protocolar da liderança política do país, Jerônimo II, o Arcebispo de Atenas e de toda a Grécia, ocupa o quarto lugar, atrás da presidente, do primeiro-ministro e do presidente do Parlamento.
Em 2012, o Arcebispo criticou o racismo, o antissemitismo, a islamofobia e o partido Aurora Dourada, afirmando que "a igreja ama todas as pessoas, incluindo aquelas que são negras, brancas ou não cristãs". Em 2013, recebeu de Viktor Ianukovytch, Presidente da Ucrânia, a Ordem do Príncipe Yaroslav, o Sábio, Grau I.
Em 16 de abril de 2016, Jerônimo II visitou, juntamente com o Papa Francisco e o Patriarca Ecumênico Bartolomeu I de Constantinopla, o campo de Moria, na ilha de Lesbos, para chamar a atenção do mundo para a crise dos refugiados.
Em 16 de fevereiro de 2024, quando o casamento gay foi legalizado na Grécia, ele condenou a nova lei como uma "nova realidade que visa apenas corromper a coesão social da pátria".

## Títulos
O título oficial do primaz grego é:
- Sua Beatitude, Jerônimo II, Arcebispo de Atenas e Toda Grécia

em grego:
- Η Αυτού Μακαριότης ο Αρχιεπίσκοπος Αθηνών και Πάσης Ελλάδος Ιερώνυμος Β'